# Karel Píč
 (avril 2023).
Karel Píč, né le 6 décembre 1920 à Litomyšl et mort le 15 août 1995 dans la même ville, plus connu en espéranto sous le nom de Karolo Piĉ, est un espérantiste tchécoslovaque.

## Biographie

### Jeunesse
Karel Píč nait le 6 décembre 1920 à Litomyšl, alors en Tchécoslovaquie. Son père est Antonio Píč, fonctionnaire.

### Mort
Karel Píč meurt le 15 août 1995 dans sa ville natale de Litomyšl, où il est enterré le 21 août 1995. Son épitaphe indique « Karel Píč-Onesork, esperantský spisovatel » (« Karel Píč-Onesork, auteur espérantiste »).

## Œuvres
- (eo) La Litomiŝla Tombejo (eo), 1981
- (eo) Angoro, 1982
- (eo) La mortsonorilo de Chamblay, 1983
- (eo) Obsedo (eo), 1984
- (eo) avec F. de Diego, Naturalismo kaj skemismo, 1987
- (eo) Klaĉejo, 1987
- (eo) Urbi et orbi: Repliko al Valerio Ari, 1988
- (eo) Frua pledo por la Iltisa Skolo: Analizo de la revuo “La Esperantisto” (1889-1895), 1989
- (eo) La Bermuda Triangulo, 1989
- (eo) Perspektivoj de la ilustralo, 1994
- (eo) La interna vivo de Esperanto, 1995
- (eo) Ordeno de verkistoj, 1997
- (eo) Kritiko kaj recenzistiko en Esperanto, 1999